# Generador de ruido

Fuente de ruido con Diodo Zener

Un generador de ruido es un circuito que produce ruido eléctrico (es decir, una señal aleatoria). Los generadores de ruido se utilizan para probar señales midiendo el factor de ruido, la respuesta de frecuencia y otros parámetros. Los generadores de ruido también se utilizan para generar números aleatorios.
Hay varios circuitos utilizados para la generación de ruido. Por ejemplo, resistencias con temperatura controlada, diodos de vacío con temperatura limitada, diodos zener y tubos de descarga de gas. Una fuente que se puede encender y apagar ("cerrada") es beneficiosa para algunos métodos de prueba.

## Tipos de generadores de ruido
Los generadores de ruido suelen depender de un proceso de ruido fundamental, como el ruido térmico o el ruido de disparo.

### Generador de ruido térmico
El ruido térmico puede ser un estándar fundamental. Una resistencia a una determinada temperatura tiene un ruido térmico asociado. Un generador de ruido puede tener dos resistencias a diferentes temperaturas y alternar entre las dos resistencias. La potencia de salida resultante es baja. (Para una resistencia de 1 kΩ a temperatura ambiente y un ancho de banda de 10 kHz, el voltaje de ruido RMS es de 400 nV.)

### Generador de ruido de disparo
Si los electrones fluyen a través de una barrera, entonces tienen tiempos de llegada discretos. Esas llegadas discretas muestran ruido de disparo. El nivel de ruido de salida de un generador de ruido de disparo se establece fácilmente mediante la corriente de polarización de CC. Normalmente, se utiliza la barrera de un diodo.
Los diferentes circuitos generadores de ruido utilizan diferentes métodos para configurar la corriente de polarización de CC.
Los diodos de polarización inversa en avería también pueden utilizarse como fuentes de ruido impulsivo. Los diodos reguladores de tensión son habituales, pero existen dos mecanismos de ruptura distintos y tienen características de ruido diferentes. Los mecanismos son el efecto Zener y la ruptura por avalancha.